# Solweig von Kleist
Pour les articles homonymes, voir Kleist.
Solweig von Kleist est une réalisatrice de cinéma d'animation et une peintre, née à Wurtzbourg, en Allemagne.
Elle travaille entre peinture et animation, elle fait notamment des films d'animation en peinture.

## Biographie
Elle est diplômée de l'université des arts de Berlin en 1992.
Elle a suivi des cours au département d'animation expérimentale au California Institute of the Arts, Los Angeles, de 1982 à 1983.
En 1985, elle s'installe à Paris.
Elle commença par de la pellicule grattée en 1985, elle recommença en 1986, pour une vidéo de David Bowie, appelée  Underground.
Invité spécial de la 5e édition du festival de cinéma d'animation du Val-d'Oise, en France, « Image par image », qui se déroula du 12 février au 20 mars 2005.

## Filmographie
- Criminal Tango, 1985, 4 min 50 s, grattage sur pellicule noire.
- Panta Rhei - tout s'écoule, 1992, 3 min 20 s, dessin au crayon gras et acrylique sur papier.
- Le Roman de mon âme, 1997, 6 min, acrylique sur papier et cellulo.
- Un beau matin, 2005, 12 min, peinture animée, réalisation du film par Serge Avedikian, à partir de la nouvelle Matin brun de Frank Pavloff (2002)